# Lista över tyska flygplan i andra världskriget
Detta är en lista över de tyska flygplanen från andra världskriget som användes av Luftwaffe mellan åren 1939 och 1945. Nummerbeteckningarna är huvudsakligen angivna av RLM:s beteckningssystem (RLM = Tyska Flygministeriet). I denna lista är de delvis organiserade efter tillverkare och roll. 
Tredje rikets Luftwaffe existerade officiellt mellan 1935 och 1945, men pilotträning för det tyska flygvapnet hade pågått sedan det tidiga 1920-talet, före nazisternas tillträde till makten. Den första listan försöker fokusera mera på de viktigare flygplanen som deltog i hela kriget. Den andra listan är en mera täckande lista för att få med tiden före kriget, men projekt är inte listade. Erövrade flygplan har även en lista. Tillverkarnas interna projekt och många prototyper är inte listade.

## Introduktion till listorna
Ett flygplans nummer var vanligtvis i relation till dess RLM-beteckning och ibland till dess tillverkare (utländska, erövrade flygplan). RLM-GL/Cs beteckningar är inte helt korrekta och används i vissa fall två gånger. RLM brukade ibland ge flygplanen ett nytt nummer, vissa flygplan (tidigare än 1933) använde enbart deras tillverkares namn och så vidare. Flygplansnamnen är de mest vanliga namnen. Annan relevant data listas ibland efter flygplanet.

## De vanligaste flygplanen
Denna lista innehåller inga projekt eller erövrade flygplan utan består mest av de vanligaste flygplanen från det tyska Luftwaffe som deltog i andra världskriget.
- Arado Ar 68 | Arado Ar 96  |  Arado Ar 196 | Arado Ar 232 | Arado Ar 234 Blitz | Arado Ar 240
- Blohm und Voss BV 138 | Blohm und Voss BV 222
- Dornier Do 17 | Dornier Do 18 | Dornier Do 24 | Dornier Do 215 | Dornier Do 217 | Dornier Do 335 Pfeil
- Focke-Wulf Fw 189 | Focke-Wulf Fw 190 | Focke-Wulf Fw 200 | Focke-Wulf Ta 152 | Focke-Wulf Ta 154
- Gotha Go 242 | Gotha Go 244
- Heinkel He 45 | Heinkel He 46 | Heinkel He 59 | Heinkel He 60 | Heinkel He 111 | Heinkel He 114 | Heinkel He 115 | Heinkel He 162 | Heinkel He 177 | Heinkel He 219
- Henschel Hs 123 | Henschel Hs 126 | Henschel Hs 129
- Junkers Ju 52 | Junkers Ju 86 | Junkers Ju 87 | Junkers Ju 88 | Junkers Ju 90 | Junkers Ju 188 | Junkers Ju 252 | Junkers Ju 290 | Junkers Ju 388
- Messerschmitt Bf 108 | Messerschmitt Bf 109 | Messerschmitt Bf 110| Messerschmitt Me 163 | Messerschmitt Me 210 | Messerschmitt Me 262 | Messerschmitt Me 321 | Messerschmitt Me 323 | Messerschmitt Me 410

## Tyska militära flygplan 1919–1945
(trots att luftwaffe inte offentliggjordes förrän 1935 hade det i hemligheten utvecklats sedan 1920-talet och många flygplan som tillverkades under mellankrigsåren användes under andra världskriget)

### Jaktplan
- Arado Ar 64, jaktplan (biplan)
- Arado Ar 65, jaktplan och skolflygplan (biplan, ombyggd Ar 64)
- Arado Ar 66, skolflygplan och nattjaktplan
- Arado Ar 67, jaktplan (biplan, prototyp)
- Arado Ar 68, jaktplan (biplan)
- Arado Ar 76, jaktplan (biplan) och skolflygplan
- Arado Ar 80, jaktplan (prototyp)
- Arado Ar 197, sjöjaktplan (biplan, utvecklat från Ar 68)
- Arado Ar 240, tungt jaktplan och attackplan
- Arado Ar 440, tungt jaktplan och attackplan
- Blohm & Voss BV 238, stort amfibieplan (20 - 40 små bomber)
- Blohm & Voss BV 138, amfibieplan
- Blohm und Voss Bv 40, glidjaktplan
- Blohm und Voss Bv 155, höghöjdsjaktplan (tidigare Me 155)
- Bachem Ba 349 Natter, jaktplan (med raketmotor)
- Dornier Do 10, (Do C1) jaktplan (prototyp), 1931
- Dornier Do 335 Pfeil (Pilen), jaktbombplan (med en skuffande och en dragande motor)
- Dornier Do 435
- Dornier Do 635
- Fieseler Fi 98, jaktplan (biplan), 1936
- Focke-Wulf Fw 57, tungt jaktplan och bombplan (prototyp)
- Focke-Wulf Ta 152, jaktplan (utvecklat från Fw 190)
- Focke-Wulf Ta 154 Moskito, nattjaktplan
- Focke-Wulf Fw 159, jaktplan (enbart prototyp)
- Focke-Wulf Ta 183, jetmotorjaktplan (prototyp)
- Focke-Wulf Fw 187 Falke, tungt jaktplan
- Focke-Wulf Fw 190 Würger (dräparen), jaktplan
- Gotha Go 229, jaktplan (flygande vinge)
- Heinkel He 37, jaktplan (biplan)
- Heinkel He 38, jaktplan (biplan)
- Heinkel He 43, jaktplan (biplan)
- Heinkel He 49, jaktplan (biplan)
- Heinkel He 51, jakt- och närunderstödsplan (biplan)
- Heinkel He 100, jaktplan
- Heinkel He 112, jaktplan
- Heinkel He 113, (alternativ bemärkning för He 100)
- Heinkel He 162 Volksjäger, jaktplan (jetdriven)
- Heinkel He 219 Uhu (Ugglan), nattjaktplan
- Heinkel He 280, jaktplan (jetdriven)
- Henschel Hs 121, jakt- och skolflygplan (prototyp)
- Henschel Hs 124, tungt jakt- och bombplan (prototyp)
- Henschel Hs 125, jakt- och skolflygplan (prototyp)
- Junkers Ju 248, ny beteckning för Me 263
- Messerschmitt Bf 109, jaktplan
- Messerschmitt Bf 110, tungt jakt- och nattjaktplan
- Messerschmitt Me 163 Komet, jaktplan (raketmotor)
- Messerschmitt Me 209, jakt- och hastighetsrekordflyg (prototyp)
- Messerschmitt Me 209-II, jaktplan (prototyp - fullkomligt olik Me 209)
- Messerschmitt Me 210, tungt jakt- och spaningsplan
- Messerschmitt Me 262 Schwalbe (Svalan), jakt- och attackplan (jetdriven)
- Messerschmitt Me 263, jaktplan (raketmotor)
- Messerschmitt Me 309, jaktplan (prototyp)
- Messerschmitt Me 410 Hornisse (bålgetingen), tungt jakt- och spaningsplan
- Messerschmitt Me 609 tungt jakt- och bombplan (projekt)
- Messerschmitt Me P.1101 nästa generations jaktplan

### Bombplan och attackflygplan
- Arado Ar 234 Blitz (Blixten), bombplan (jetdriven)
- Blohm und Voss Ha 140, torpedbombplan, flygbåt (prototyp)
- Dornier Do 11, (Do F) medeltungt bombplan, 1931
- Dornier Do 13, medeltungt bombplan, 1933
- Dornier Do 17, Flygande pennan, post- och bomb- och spaning + nattjaktplan
- Dornier Do 18, bomb- och spaning flygbåt, 1935
- Dornier Do 19, fyrmotorigt tungt bombplan (prototyp)
- Dornier Do 22, torpedbomb- och spaning flygbåt
- Dornier Do 23, medeltungt bombplan
- Dornier Do 215, bomb- och nattjaktplan
- Dornier Do 217, bomb- och nattjaktplan
- Dornier Do 317
- Fieseler Fi 167, fartygsburet torpedbomb- och spaning (biplan)
- Focke-Wulf Fw 189 Uhu (Ugglan), markattackplan
- Heinkel He 45, bomb- och skolflygplan
- Heinkel He 50, spaning + störtdykningsbombplan (biplan)
- Heinkel He 111, bombplan
- Heinkel He 177 Greif (Gripen), långdistansbombplan
- Heinkel He 274, höghöjdsbombplan
- Heinkel He-343
- Henschel Hs 123, markattack (biplan)
- Henschel Hs 127, jetmotorbombplan (prototyp)
- Henschel Hs 129, markattack
- Henschel Hs 130, höghöjdsspaning + bombplan (jet engined) (prototyp)
- Henschel Hs 132, störtdykningsbombplan (jetdriven) (prototyp)
- Junkers Ju 86, bomb- och spaning
- Junkers Ju 87 Stuka, störtdykningsbombplan
- Junkers Ju 88, bomb-, spanings- och nattjaktplan
- Junkers Ju 89, tungt bombplan (prototyp)
- Junkers Ju 90, bombplan (prototyp)
- Junkers Ju 188, Rächer (Hämnaren), bombplan
- Junkers Ju 287, tungt bombplan (jetdriven) (prototyp)
- Junkers Ju 288, bombplan (prototyp)
- Junkers Ju 290, långdistansbombplan (prototyp)
- Junkers Ju 388, Störtebecker, höghöjdsattack/ bombplan
- Junkers Ju 390, långdistansbombplan
- Junkers Ju 488, tungt bombplan
- Junkers EF 132, tungt bombplan
- Messerschmitt Bf 162, bombplan (prototyp)
- Messerschmitt Me 264 Amerika, långdistansbombplan (prototyp)

### Övervakning och spaning
- Arado Ar 95, kustövervaknings- och attackplan (biplan sjöflygplan)
- Arado Ar 196, fartygsburen spanings- och kustövervakningsplan (sjöflygplan)
- Arado Ar 198, spaningsplan
- Arado Ar 231, ubåtsspaningsflygplan med fällbara vingar (prototyp)
- Blohm und Voss Bv 138, flygbåt (tidiga versioner kallades Ha 138)
- Blohm und Voss Bv 141, spaningsplan (asymmetrisk)
- Blohm und Voss Bv 142, spanings och transportplan
- Blohm und Voss Bv 238, flygbåt (prototyp)
- DFS 228, raketdrivet spaningsflygplan (enbart en prototyp)
- Dornier Do 15, Wal (Valen), spaningsflygbåt
- Fieseler Fi 156 Storch (Storken), STOL spaningsflygplan
- Focke-Wulf Fw 62, fartygsburen spaning (biplan sjöflygplan)
- Focke-Wulf Fw 200 Kondor (kondoren), transport- och havsövervaknings/bombplan
- Focke-Wulf Fw 300 förslagen långdistansversion av Fw 200
- Focke-Wolf Fw-400
- Gotha Go 147, STOL spaning (prototyp)
- Heinkel He 46, spaning
- Heinkel He 59, spaning (biplan sjöflygplan)
- Heinkel He 60, fartygsburen spaning (biplan, sjöflygplan)
- Heinkel He 114, spanings- och sjöflygplan
- Heinkel He 116, transport- och spaningsplan
- Henschel Hs 126, spaningsplan
- Junkers Ju 388 Störtebeker, spaning + nattjaktplan
- Messerschmitt Bf 163 STOL spaningsplan (enbart prototyper)
- Messerschmitt Me 261, långdistansspaningsplan
- Messerschmitt Me 290, havsövervaknings-, bomb- och spaningsplan
- Siebel Si 201, STOL spaningsplan (prototyp)

### Transportflygplan
- Arado Ar 232, transportplan
- Blohm und Voss Ha 139, långdistanssjöflygplan
- Blohm und Voss Bv 144, transportplan
- Blohm und Voss Bv 222 Wiking, transportflygbåt
- DFS 230, glidtransportflygplan
- DFS 331, glidtransportflygplan (prototyp)
- Dornier Do 12, Libelle (Trollsländan) sjöflygplan
- Dornier Do 14, sjöflygplan (prototyp)
- Dornier Do 214, transportflygbåt (prototyp)
- Gotha Go 146, litet transportplan (tvåmotorigt) , 1935
- Gotha Go 242, glidtransportplan
- Gotha Go 244, transportplan
- Gotha Go 345, anfallsglidflygplan
- Gotha Ka 430, glidtransportflygplan
- Heinkel He 70,  "Blitz" (Blixten), enmotorigt transport- och postplan, 1932
- Heinkel He 115, sjöflygplan för olika ändamål
- Junkers Ju W34, transportplan
- Junkers Ju 52 Tante Ju, transport- och bombplan
- Junkers Ju 252, transportplan
- Junkers Ju 352 Herkules, transportplan
- Klemm Kl 31, enmotorigt transportplan, 1931
- Klemm Kl 32, enmotorigt transportplan, 1931
- Klemm Kl 36, enmotorigt transportplan, 1934
- Messerschmitt Me 321 Gigant, transportglidflygplan
- Messerschmitt Me 323, transportplan
- Siebel Fh 104 Hallore (från Halle), mediumtransportplan
- Siebel Si 204, transport- och besättningsskolplan

### Skolflygplan
- Albatros Al 101
- Albatros Al 102
- Albatros Al 103
- Arado Ar 69, skolflygplan (biplan, prototyp), 1933
- Arado Ar 96, skolflygplan
- Arado Ar 199, sjö- och skolflygplan
- Arado Ar 396, skolflygplan
- Bücker Bü 131 Jungmann, skolflygplan (biplan)
- Bücker Bü 133 Jungmeister, skol- och aerobatikflygplan (biplan)
- Bücker Bü 181 Bestmann, skolflyg- och transportplan
- Fieseler Fi 5 (F-5) akrobatiskt sport- och skolflygplan, 1933
- Focke-Wulf Fw 44 Stieglitz (Steglitsan), skolflygplan (biplan)
- Focke-Wulf Fw 56 Stösser (Rovfågeln), skolflygplan
- Focke-Wulf Fw 58 Weihe (Måsen), transport- och skolflygplan
- Gotha Go 145, skolflygplan
- Heinkel He 72 Kadett, skolflygplan
- Heinkel He 74, jakt- och avancerat skolflygplan (prototyp)
- Heinkel He 172, skolflygplan (prototyp)
- Klemm Kl 35, sport- och skolflygplan, 1935
- Messerschmitt Bf 108 Taifun (Virvelstormen), skolflyg- och transportplan
- Siebel Si 202 Hummel (Humlan) sport- och skolflygplan, 1938

### Helikoptrar
- Flettner Fl 282 Kolibri, spaningshelikopter
- Focke Achgelis Fa 223 Drache (Draken), transporthelikopter (prototyp)
- Focke Achgelis Fa 266 Hornisse (Bålgetingen), helikopter (prototyp)
- Focke Achgelis Fa 330, helikopter (prototyp)
- Focke Achgelis Fa 336 spaningshelikopter (prototyp), 1944
- Focke-Wulf Fw 61, helikopter (prototyp)
- Focke-Wulf Fw 186, autogiro för spaning (prototyp)

## Erövrade flygplan
(i fallande ordning efter deras primära benämningsnummer)
- Avia B.534 jaktplan, biplan erövrat i Tjeckoslovakien
- Dewoitine D.520 jaktplan erövrat i Frankrike
- Caudron C-445 transportplan erövrat i Frankrike
- Caproni Ca.313 italienskt bombplan
- Morane-Saulnier MS-230 skolflygplan erövrat i Frankrike
- Zlin 212 skolflygplan erövrat i Tjeckoslovakien
- B-17 Flying Fortress erövrat amerikanskt bombplan
- Bloch M.B.175 bombplan erövrat i Frankrike
- Avia B.71 bombplan erövrat i Tjeckoslovakien
- BT-9 erövrat amerikanskt skolflygplan
- Zlin XII erövrat tjeckoslovakiskt skolflygplan